# Johann von Lamont
Johann von Lamont (Corriemulzie, 13 dicembre 1805 – Monaco di Baviera, 6 agosto 1879) è stato un astronomo scozzese naturalizzato tedesco.

## Biografia
Nacque in Scozia con cognome Lamont nella borgata di Corriemulzie sita a tre miglia ad ovest di Braemar nell’Aberdeenshire, figlio di Robert Lamont e Elizabeth Ewan. Alla morte del padre nel 1817 fu inviato in Germania per completare la sua educazione presso il Monastero Benedettino di San Giacomo degli Scozzesi a Ratisbona. Incominciò ad interessarsi di astronomia lavorando presso l’Osservatorio di Bogenhausen, di cui fu nominato direttore  nel 1835,  creando nel tempo un catalogo stellare di circa 35.000 voci. Ottenne il dottorato in Filosofia nel 1830 e  diventò nel 1852 Professore di Astronomia presso l’Università di Monaco di Baviera.

## Contributi scientifici
A seguito dell’inizio dell’esplorazione del campo geomagnetico da parte di Alexander von Humboldt e Carl Friedrich Gauß nei primi anni ’30 del 1800 von Lamont si interessò alle stesse tematiche e quando fu fondato il Göttingen Magnetische Verein nel 1836 ne divenne immediatamente membro. In quello stesso anno effettuò le prime misurazioni del campo geomagnetico a Monaco di Baviera mettendo a punto un particolare teodolite per la sua misura che divenne uno strumento di  riferimento nel campo  a partire dagli anni ’50 del XIX secolo. Realizzò la prima  mappa geomagnetica della Germania meridionale che estese successivamente, con altre misure, a tutta l’Europa centrale e ad altre nazioni europee. Tuttavia il suo contributo scientifico più importante fu la scoperta dell’esistenza di variazioni periodiche dell’intensità del campo geomagnetico. In campo astronomico calcolò anche le orbite delle lune di Urano e Saturno deducendo un valore della massa di Urano.

## Onorificenze
- Membro dell'Accademia Cesarea Leopoldina
- Membro straniero (Foreign Member) della Royal Society
- Membro (Fellow) della Royal Society di Edimburgo
- Nel 1858 Ordine della Stella Polare svedese
- Nel 1868 Ordine al Merito della Corona Bavarese concesso dal Re Ludovico II di Baviera e contemporaneamente elevato al rango nobiliare con l'acquisizione del nome "Johann Rittel von Lamont"

A Johann von Lamont la UAI ha intitolato il cratere lunare Lamont ed il cratere marziano Lamont 

## Pubblicazioni
- Handbuch des Erdmagnetismus. Berlin 1849
- Observationes astronomicae in specula regia Monachiensi (Hrsg.)
- Annalen der Königlichen Sternwarte bei München (Hrsg.)